# Stevie B
Steven Bernard Hill, mais conhecido por Stevie B (Fort Lauderdale, 19 de abril de 1958), é um cantor, compositor e produtor de freestyle e dance music estadunidense. Suas canções de maior sucesso são "Spring Love", "In My Eyes", "I Wanna Be the One", "Funky Melody", "Party Your Body", "Dreamin' of Love", "Because I Love You (The Postman Song)", "Love Me for Life", "Dream About You" e "Young Girl".
Stevie B é casado com Paula Hill, brasileira e sua empresária, desde o início dos anos de 1990, por isso ele também fala português.

## Carreira
Stevie B nasceu em Fort Lauderdale, na Flórida. Ele teve diversos empregos, desde lavador de carros até em fast-foods, enquanto escrevia suas músicas e as produzia. Em 1987 ganhou reconhecimento nacional após o lançamento de seu single "Party Your Body", que foi um verdadeiro sucesso nos clubes. O sucesso dessa canção rendeu a Stevie B um contrato com a gravadora LMR Records, e no ano seguinte viria a lançar seu primeiro álbum de estúdio, também chamado Party Your Body. Outros sucessos desse álbum foram "Dreamin' of Love" e "Spring Love", essa última também foi sucesso no Brasil. Seu segundo álbum, In My Eyes, teve sucessos como "I Wanna Be the One", "In My Eyes" e Love Me for Life, e o álbum foi certificado ouro em 1989. Em 1990, foi lançado o álbum Love & Emotion, até hoje seu álbum de maior sucesso, incluindo o single número 1 nos Estados Unidos "Because I Love You (The Postman Song)", e outros dois que entraram no Top 15, "Love and Emotion" e "I'll Be by Your Side", fizeram com que o álbum fosse certificado ouro.

#### No Brasil
Stevie B faz shows no Brasil desde da década de 1990; em 2014 fez show em São Luís (Maranhão)  no ano de 2016, o cantor americano esteve pela primeira vez em Brasília, capital federal do Brasil; em dezembro 2017 no Estádio Olímpico Nilton Santos popularmente conhecido como Engenhão no munícipio do Rio de Janeiro. e também esteve presente na cidade de São Paulo.. Em 2019, retorna ao Engenhão para comandar nova edição do 'Baile dos Sonhos'.. O videoclipe foi lançado em 18 de agosto de 2023.
Em 2023, Stevie esteve no Brasil para gravar o videoclipe da canção A nossa bandeira em parceiria com o cantor MC Bob Rum, conhecido no funk carioca por conta do Rap do Silva.. O videoclipe foi lançado em 18 de agosto de 2023.

### Prisão
Em 30 de setembro de 2011, Stevie B foi preso em Springfield, Massachusetts, após um show, devido a ele dever 420 mil dólares de pensão.

## Discografia
Álbuns de estúdio
| 1988                                               | Party Your Body - Lançado: 1988 - Gravadora: LMR Records                                                      | —  | —  | 78 | —  | —  |
| 1989                                               | In My Eyes - Lançado: 3 de fevereiro de 1989 - Gravadora: LMR Records                                         | —  | 28 | 75 | —  | —  |
| 1990                                               | Love & Emotion - Lançado: 1990 - Gravadora: LMR Records                                                       | —  | —  | 54 | 16 | 50 |
| 1992                                               | Healing - Lançado: 15 de agosto de 1992 - Gravadora: Epic Records                                             | —  | —  | —  | —  | —  |
| 1994                                               | Funky Melody - Lançado: 1 de novembro de 1994 - Gravadora: Thump Records                                      | —  | 29 | —  | 92 | —  |
| 1996                                               | Waiting for Your Love - Lançado: 23 de abril de 1996 - Gravadora: Creative Music Inc                          | —  | —  | —  | —  | —  |
| 1998                                               | Right Here, Right Now! - Lançado: 1998 - Gravadora: Dance 2000 Records                                        | —  | —  | —  | —  | —  |
| 1998                                               | Summer Nights - Lançado: 1998 - Gravadora: ZYX Music                                                          | —  | —  | —  | —  | —  |
| 1999                                               | Freestyle, Then and Now! - Lançado: 2 de março de 1999 - Gravadora: ZYX Music                                 | 83 | —  | —  | —  | —  |
| 1999                                               | It's So Good - Lançado: 1999 - Gravadora: A45 Music                                                           | 99 | —  | —  | —  | —  |
| 2006                                               | This Time... - Lançado: 13 de junho de 2006 - Gravadora: MS Entertainment - TKS Films / Hill's Entertainment  | —  | —  | —  | —  | —  |
| 2009                                               | The Terminator - Lançado: 30 de junho de 2009 - Gravadora:MS Entertainment - TKS Films / Hill's Entertainment | —  | —  | —  | —  | —  |
| 2014                                               | The King of Hearts - Lançado: 22 de julho de 2014 - Gravadora: Hill's Entertainment                           | —  | —  | —  | —  | —  |
| 2017                                               | Never Gonna Let You Go - Lançado: - Gravadora:MS Entertainment - TKS Films / Hill's Entertainment             | —  | —  | —  | —  | —  |
| "—" denota um lançamento que não entrou na parada. | |    |    |    |    |    |

Singles
- 1983 "Sending Out for Love"
- 1986 "Nightmare on Freddy Krugger Street"
- 1987 "Party Your Body"
- 1988 "Dreamin' of Love"
- 1988 "Spring Love (Come Back to Me)"
- 1988 "I Wanna Be the One"
- 1989 "In My Eyes"
- 1989 "Girl I Am Searching for You"
- 1990 "The Stevie B. Megamix"
- 1990 "Love Me for Life"
- 1990 "Love & Emotion"
- 1990 "Because I Love You (The Postman Song)"
- 1991 "I'll Be by Your Side"
- 1991 "Forever More"
- 1992 "Pump That Body"
- 1992 "Prayer"
- 1994 "Funky Melody"
- 1995 "Dream About You"
- 1995 "If You Still Love Me"
- 1995 "Waiting for Your Love"
- 1997 "Summer Nights"
- 1998 "Megamix Vol. 2"
- 1998 "If You Leave Me Now" com Alexia Phillips
- 1999 "It's So Good"
- 1999 "Mega Freestyle"
- 1999 "Mega Mixx 2000"
- 2000 "You Are the One"
- 2000 "Megafreestylemix / Young Girl"
- 2001 "MegaMix 2001"
- 2008 "Running for Miles"
- 2008 "Get This Party Started"
- 2009 "It Ain't Over"

## Links
- Hitoria do freestyle